# Josef Wimmer (Politiker, 1882)
Josef Wimmer (* 24. Mai 1882 in Anif; † 20. Oktober 1957 in Wien) war ein österreichischer Gewerkschaftssekretär und Politiker (SPÖ). Er war in der Zeit zwischen den Weltkriegen Abgeordneter zum Burgenländischen Landtag und Landtagspräsident.

## Leben
Wimmer wurde als Sohn der Haushälterin Rosina Wimmer und dem mit ihr verheirateten Bierkutscher Jakob Layr geboren. Wimmer besuchte die Volksschule und die Bürgerschule und war in der Folge als Maurer, Bauwerkführer und Polier tätig. Wimmer war zwischen 1919 und 1921 Landessekretär des Österreichischen Land- und Forstarbeiterverbandes für Niederösterreich und arbeitete danach von 1921 bis 1929 als Landessekretär für die Burgenländische Zweigstelle des Verbandes bzw. war Wimmer Bundessekretär dieses Verbandes. Wimmer lebte in Parndorf, Neufeld an der Leitha, Bad Sauerbrunn und Großhöflein und wurde am 23. Februar 1922 in die Verwaltungsstelle für das Burgenland gewählt. Er war ab 1922 Mitglied des Landesparteivorstandes der Sozialdemokratischen Arbeiterpartei und von 1928 bis 1932 Obmann der Landesexekutive der burgenländischen Landesgewerkschaftskommission. Er hatte zwischen 1929 und 1938 die Funktion des Direktors der Landwirtschaftskrankenkasse inne und übersiedelte 1945 nach Wien.
Wimmer war vom 15. Juli 1922 bis zum 5. Dezember 1930 Abgeordneter zum Burgenländischen Landtag und hatte zwischen dem 15. Juli 1922 und dem 13. November 1923 das Amt des Landtagspräsidenten inne.